# Vườn quốc gia Cattai
Vườn quốc gia Cattai là một vườn quốc gia ở bang New South Wales, Úc, cách thành phố Sydney 45 km về phía tây bắc.
Đây là đất cấp cho bác sĩ giải phẫu phụ tá người Anh Thomas Arndell của hạm đội thứ nhất của Anh tới New South Wales để lập thuộc địa. Ngôi nhà nông thôn của Thomas Arndell từ năm 1821 vẫn còn trong vườn này. (33°33′32″N 150°53′33″Đ / 33,558804°N 150,892571°Đ).
Vườn quốc gia này giáp ranh với Cattai Creek và có các tiện nghi picnic.

## Thư viện ảnh

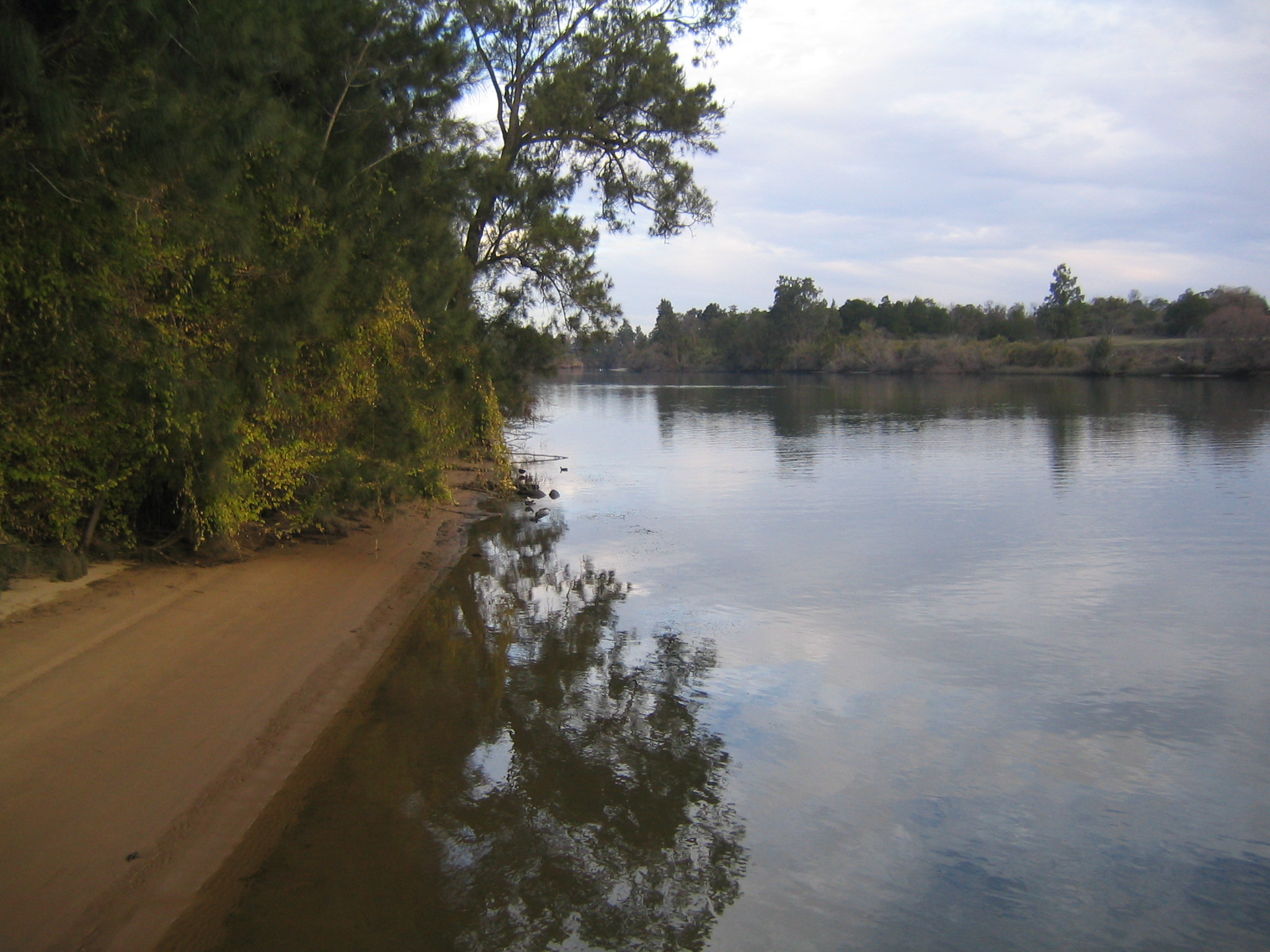
Cattai Creek nhìn từ bến tàu Cattai
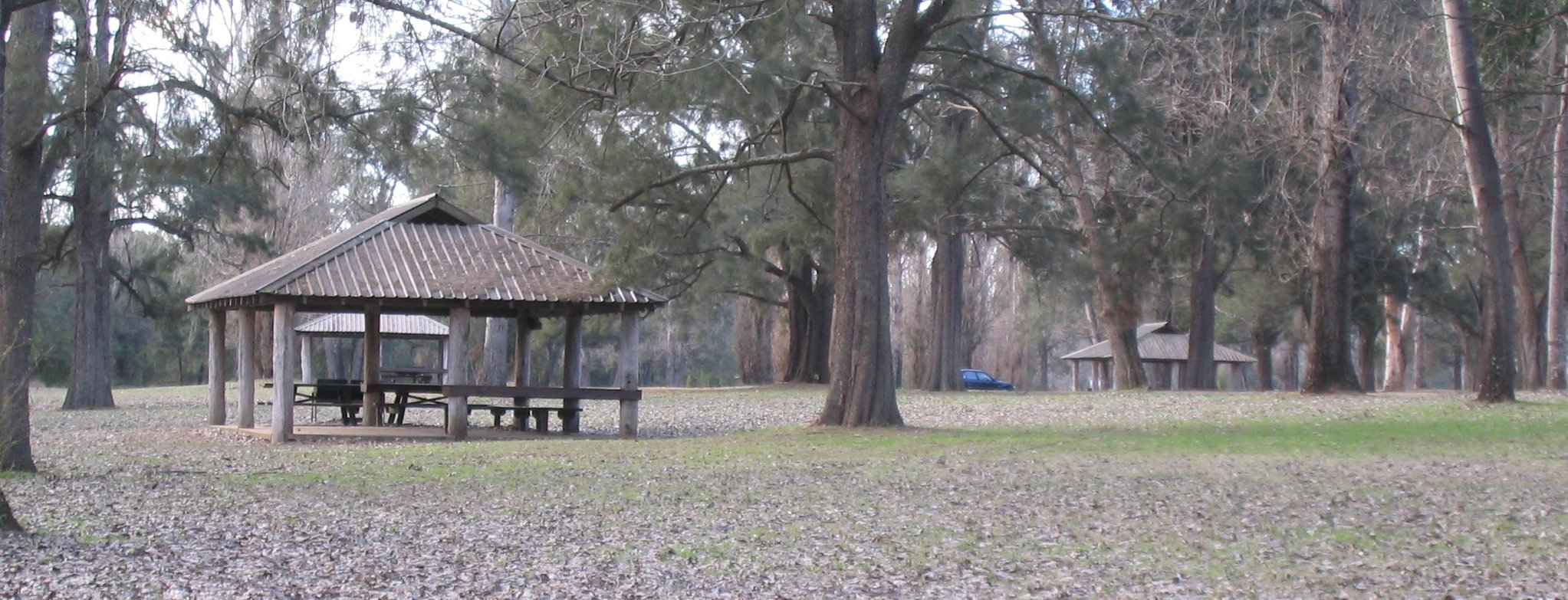
Khu picnic của vườn quốc gia Cattai
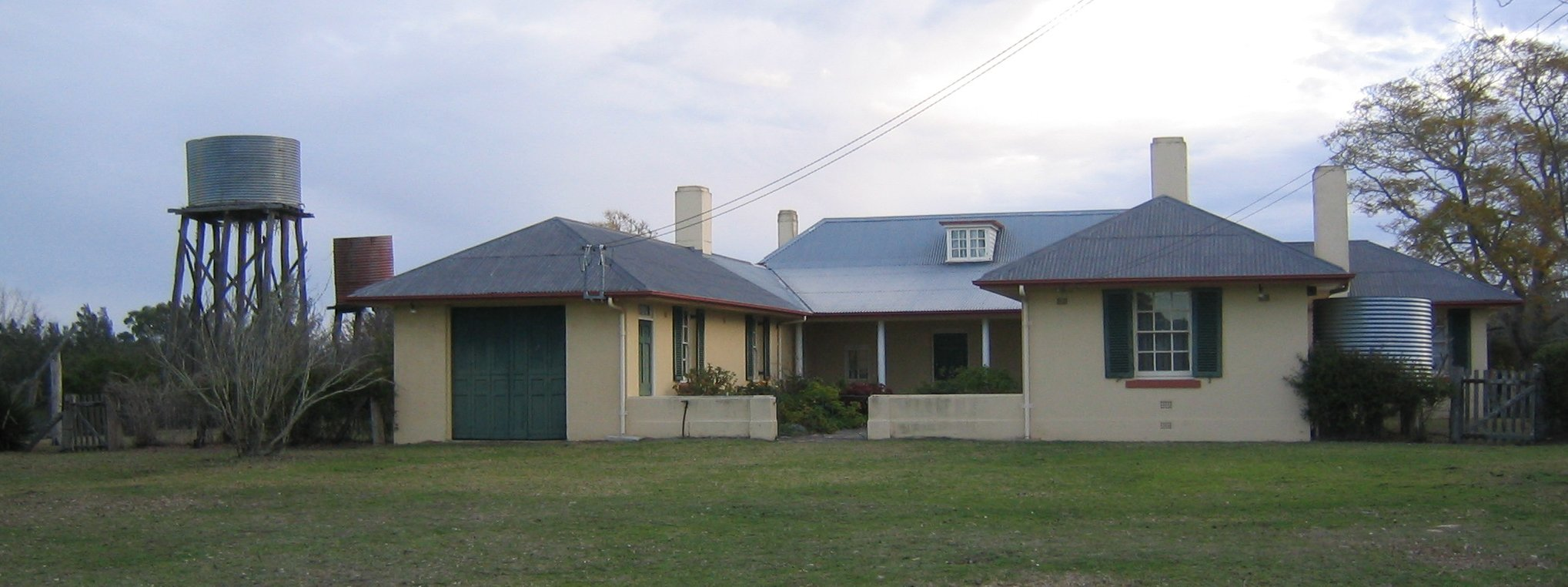
Nhà nông thôn của Thomas Arndell